# Stipa bromoides
Stipa bromoides är en gräsart som först beskrevs av Carl von Linné, och fick sitt nu gällande namn av Ignaz Dörfler. Stipa bromoides ingår i släktet fjädergrässläktet, och familjen gräs. Inga underarter finns listade i Catalogue of Life.